# Omar Mouhli
Omar Mouhli, né le 19 mars 1986 à Khereddine, est un basketteur tunisien.

## Carrière
Il évolue au poste d'arrière. Il a disputé le tournoi qualificatif pour les Jeux olympiques d'été de 2016 et le championnat d'Afrique 2017 avec l'équipe de Tunisie. Après une demi-saison, il quitte le Club africain le 17 mars 2021, durant le mercato hivernal, et rejoint Ezzahra Sports.

## Clubs
- ?-2007 : Étoile sportive goulettoise (Tunisie)
- 2007-2018 : Étoile sportive du Sahel (Tunisie)
- 2018-2019 : Étoile sportive de Radès (Tunisie)
- 2019-2020 : Union sportive monastirienne (Tunisie)
- 2020-2021 (6 mois) : Club africain (Tunisie)
- 2021-2022 (18 mois) : Ezzahra Sports (Tunisie)
- 2022-2023 : Étoile sportive de Radès (Tunisie)
- 2023-2024 : Étoile sportive goulettoise (Tunisie)
- depuis 2024 : Étoile sportive du Sahel (Tunisie)

## Palmarès

### Clubs
- Champion de Tunisie : 2009, 2011, 2012, 2013, 2020
- Vainqueur de la coupe de Tunisie : 2011, 2012, 2013, 2016, 2019, 2020
- Médaille d'or à la coupe d'Afrique des clubs champions 2011 (Maroc)
- Médaille d'argent à la coupe d'Afrique des clubs champions 2008 (Tunisie)
- Médaille d'argent à la coupe d'Afrique des clubs champions 2013 (Tunisie)
- Médaille d'or à la coupe arabe des clubs champions 2015 (Émirats arabes unis)
- Médaille d'or à la coupe arabe des clubs champions 2016 (Tunisie)
- Médaille de bronze à la coupe arabe des clubs champions 2019 (Maroc)
- Médaille de bronze à la coupe arabe des clubs champions 2021 (Égypte)

### Sélection nationale

#### Championnat d'Afrique
- Médaille d'or au championnat d'Afrique 2017 (Tunisie)

#### Jeux méditerranéens
- Médaille de bronze aux Jeux méditerranéens de 2013 (Turquie)

### Distinctions personnelles
- Nommé dans le cinq majeur de la coupe d'Afrique des clubs champions 2008
- Meilleur joueur tunisien du championnat de Tunisie lors de la saison 2015-2016
- Meilleur arrière du championnat de Tunisie lors de la saison 2019-2020